# Безина
Безина (словен. Bezina) — поселення в общині Словенське Коніце, Савинський регіон, Словенія.

## Географія
Поселення розташованно на північному сході країни, 80 км на схід від Любляни. 
На північному заході від центра, земля горбиста, а на південному сході, рівнини.
Найближче місто - Целє, за 19,2 км на південний захід від Безина.
Висота над рівнем моря: 344,2 м.

## Населення
За переписом 2011 року Безіна мала 536 жителів.

## Клімат
Клімат бореальний. Найтепліший місяць липень температура +20°C, а найхолодніший грудень -4°C. Середня кількість опадів становить - 1675 міліметрів на рік. Найвологіший місяць вереснем - 221 міліметрів, а найсухіший березень - 73 міліметрів. 